# 이르판 카흐베지
이르판 잔 카흐베지(튀르키예어: İrfan Can Kahveci, 1995년 7월 15일 ~ )는 튀르키예의 축구 선수로, 현재 튀르키예 쉬페르리그의 페네르바흐체에서 중앙 미드필더로 뛰고 있다.